# ホテル・ニッコー・パラオ

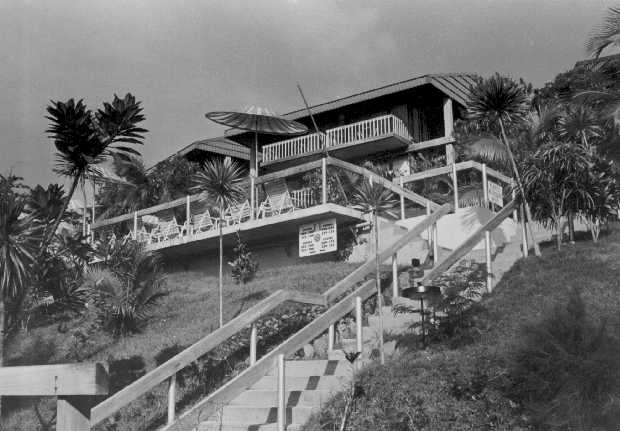
1977年時点のホテル（当時はパラオ・コンチネンタル・ホテル）

ホテル・ニッコー・パラオ（Hotel Nikko Palau）は、かつてパラオに存在していたJALホテルズ系列の五つ星ホテル。

## 概要
アラカベサン島のパラオ・パシフィック・リゾートがオープンするまでは、パラオで最も古い一流ホテルであった。当時の名称は「パラオ・コンチネンタル・ホテル（Palau Continental Hotel）」で、1980年代初頭に「ホテル・ニッコー・パラオ」の名称に改称された。
旧南洋神社参道から更に延長された道の最終地点にあるコテージ風のリゾートホテルで、そこから眺める「パラオ松島」ことイワヤマ湾の景色は「絶景」と称されたという。そのためイワヤマ湾のことを別名「ニッコー・ベイ（Nikko Bay）」ともいう。
しかし老朽化により2002年に閉鎖された。